# نادية ريد
نادية ريد (بالإنجليزية: Nadia Reid)‏ هي موسيقية نيوزيلندية، ولدت في 23 أغسطس 1991 في نيوزيلندا.

## وصلات خارجية
- الموقع الرسمي
- نادية ريد على موقع IMDb (الإنجليزية)
- نادية ريد على موقع ميوزك برينز (الإنجليزية)
- نادية ريد على موقع ديسكوغز (الإنجليزية)